# توانو
توانو (به ایتالیایی: Toano) یک کومونه در ایتالیا است که در استان رجو امیلیا واقع شده‌است.

## خصوصیات
توانو ۶۷٫۵ کیلومترمربع مساحت و ۴٬۴۴۳ نفر جمعیت دارد.